# Wołczeck (przystanek kolejowy)
Wołczeck (ukr. Вівчицьк, ros. Вивчицк) – przystanek kolejowy w pobliżu miejscowości Wołczeck, w rejonie kowelskim, w obwodzie wołyńskim, na Ukrainie. Leży na linii Zdołbunów – Kowel.